# Ygrande
Ygrande est une commune française située dans le département de l'Allier, en région Auvergne-Rhône-Alpes.

## Géographie

### Localisation
Ygrande est située dans le Bocage bourbonnais.

### Communes limitrophes
Ygrande est limitrophe avec sept communes :
| Theneuille          | Saint-Plaisir      | Bourbon-l'Archambault |
| Louroux-Bourbonnais | Ygrande            |                       |
| Vieure              | Buxières-les-Mines | Saint-Aubin-le-Monial |

### Climat
Pour des articles plus généraux, voir Climat d'Auvergne-Rhône-Alpes et Climat de l'Allier.
En 2010, le climat de la commune est de type climat océanique dégradé des plaines du Centre et du Nord, selon une étude du CNRS s'appuyant sur une série de données couvrant la période 1971-2000. En 2020, Météo-France publie une typologie des climats de la France métropolitaine dans laquelle la commune est exposée à un climat océanique altéré et est dans une zone de transition entre les régions climatiques « Centre et contreforts nord du Massif Central » et « Ouest et nord-ouest du Massif Central ».
Pour la période 1971-2000, la température annuelle moyenne est de 10,6 °C, avec une amplitude thermique annuelle de 15,9 °C. Le cumul annuel moyen de précipitations est de 844 mm, avec 11,2 jours de précipitations en janvier et 7,8 jours en juillet. Pour la période 1991-2020, la température moyenne annuelle observée sur la station météorologique de Météo-France la plus proche, « Bourbon_sapc », sur la commune de Bourbon-l'Archambault à 9 km à vol d'oiseau, est de 11,9 °C et le cumul annuel moyen de précipitations est de 777,2 mm,. Pour l'avenir, les paramètres climatiques de la commune estimés pour 2050 selon différents scénarios d'émission de gaz à effet de serre sont consultables sur un site dédié publié par Météo-France en novembre 2022.

## Urbanisme

### Typologie
Au 1er janvier 2024, Ygrande est catégorisée commune rurale à habitat dispersé, selon la nouvelle grille communale de densité à 7 niveaux définie par l'Insee en 2022.
Elle est située hors unité urbaine et hors attraction des villes,.

### Occupation des sols

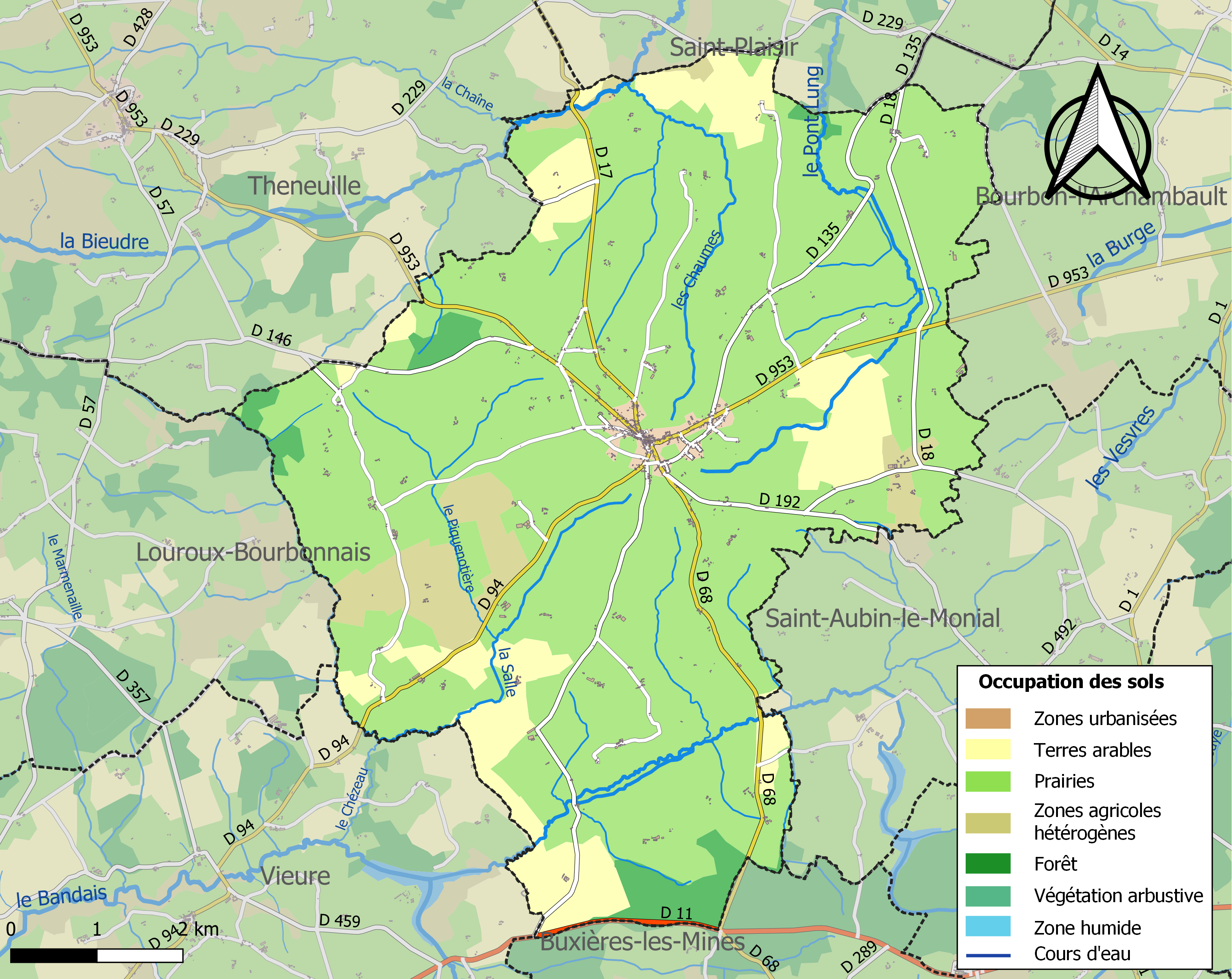
Carte des infrastructures et de l'occupation des sols de la commune en 2018 (CLC).

L'occupation des sols de la commune, telle qu'elle ressort de la base de données européenne d’occupation biophysique des sols Corine Land Cover (CLC), est marquée par l'importance des territoires agricoles (95,7 % en 2018), une proportion sensiblement équivalente à celle de 1990 (95,8 %). La répartition détaillée en 2018 est la suivante : 
prairies (79 %), terres arables (11,7 %), zones agricoles hétérogènes (5 %), forêts (3,2 %), zones urbanisées (1,1 %).
L'IGN met par ailleurs à disposition un outil en ligne permettant de comparer l’évolution dans le temps de l’occupation des sols de la commune (ou de territoires à des échelles différentes). Plusieurs époques sont accessibles sous forme de cartes ou photos aériennes : la carte de Cassini (XVIIIe siècle), la carte d'état-major (1820-1866) et la période actuelle (1950 à aujourd'hui).

### Voies de communication et transports
Ygrande est un carrefour routier important. Le territoire communal est traversé par les routes départementales 94 (axe depuis Cosne-d'Allier et Montluçon), 953 (axe de Cérilly à Bourbon-l'Archambault et à Moulins), 17 (vers Couleuvre et Lurcy-Lévis), 68 (vers Buxières-les-Mines), 135 (vers Franchesse), 146 (vers Le Vilhain), 192 (vers Saint-Aubin-le-Monial). À l'est passe la RD 18 (vers Meillers) et au sud la RD 11 (de Cosne-d'Allier à Saint-Hilaire).

## Toponymie
Comme 120 toponymes de France et de Belgique, le nom d'Ygrande vient du toponyme gaulois *equoranda, d'interprétation incertaine, dont la forme évoluée la plus fréquente en français est Ingrandes.

## Histoire

### Époque contemporaine
Au moment de la Révolution, Ygrande devient, en application du décret du 14 décembre 1789, chef-lieu d'un canton comprenant, outre le chef-lieu, les communes de Bessais, Saint-Aubin, Saint-Plaisir et Vieure.
Population : Ygrande a connu une forte augmentation de population et en 1881, il y a eu le pic de nombre de personnes habitant à Ygrande (2 145 habitants), de cette date (1881) à 2004 elle a beaucoup baissé, jusqu'à atteindre 753 habitants (2004)[réf. nécessaire]. Depuis elle augmente. En 2022 elle compte 778 habitants.

## Politique et administration
| Période                                  | Période                      | Identité                        | Étiquette | Qualité |
| ---------------------------------------- | ---------------------------- | ------------------------------- | --------- | --- |
| Les données manquantes sont à compléter. |                              |                                 |           | |
| maire en ?                               | 1908                         | Pierre Madet                    | ?         | |
| maire en 1908                            | 1909                         | Achille Besson                  | ?         | |
| maire en 1909                            | 1919                         | Pierre Madet                    | ?         | |
| maire en 1919                            | 1925                         | Louis Senotier                  | ?         | Agriculteur |
| maire en 1925                            | 1933                         | Léon Auboir                     | ?         | |
| élu maire le 31/08/1933                  | 1940                         | Agnan Henry (dit Gustave Henry) | PCF       | Agriculteur |
| réélu maire en 1945                      | 1956                         | Agnan Henry (dit Gustave Henry) | PCF       | Agriculteur |
| maire en 1956                            | 1973                         | Émile Parnière                  | PCF       | Cultivateur, suppléant du député Pierre Villon |
| maire en 1973                            | juin 1995                    | Raymond Mongeat                 | PCF       | |
| juin 1995,                               | En cours (au 8 juillet 2020) | Pierre Thomas                   | PCF       | Agriculteur 3e vice-président de la communauté de communes en Bocage Bourbonnais (2014-2016) 3e vice-président de la communauté de communes du Bocage Bourbonnais (en 2017) Président du MODEF depuis 2019 |

## Population et société

### Démographie
Les habitants de la commune sont appelés les Ygrandais.

L'évolution du nombre d'habitants est connue à travers les recensements de la population effectués dans la commune depuis 1793. Pour les communes de moins de 10 000 habitants, une enquête de recensement portant sur toute la population est réalisée tous les cinq ans, les populations de référence des années intermédiaires étant quant à elles estimées par interpolation ou extrapolation. Pour la commune, le premier recensement exhaustif entrant dans le cadre du nouveau dispositif a été réalisé en 2004.

En 2022, la commune comptait 778 habitants, en évolution de +0,39 % par rapport à 2016 (Allier : −1,38 %, France hors Mayotte : +2,11 %).
| 1793  | 1800  | 1806  | 1821  | 1831  | 1836  | 1841  | 1846  | 1851  |
| ----- | ----- | ----- | ----- | ----- | ----- | ----- | ----- | ----- |
| 1 520 | 1 436 | 1 484 | 1 584 | 1 663 | 1 766 | 1 789 | 1 775 | 1 800 |

| 1856  | 1861  | 1866  | 1872  | 1876  | 1881  | 1886  | 1891  | 1896  |
| ----- | ----- | ----- | ----- | ----- | ----- | ----- | ----- | ----- |
| 1 815 | 1 862 | 1 915 | 2 020 | 2 111 | 2 145 | 2 063 | 2 017 | 1 879 |

| 1901  | 1906  | 1911  | 1921  | 1926  | 1931  | 1936  | 1946  | 1954  |
| ----- | ----- | ----- | ----- | ----- | ----- | ----- | ----- | ----- |
| 1 863 | 1 795 | 1 701 | 1 435 | 1 464 | 1 376 | 1 335 | 1 354 | 1 263 |

| 1962  | 1968  | 1975 | 1982 | 1990 | 1999 | 2004 | 2006 | 2009 |
| ----- | ----- | ---- | ---- | ---- | ---- | ---- | ---- | ---- |
| 1 193 | 1 094 | 952  | 901  | 827  | 781  | 753  | 756  | 760  |

| 2014 | 2019 | 2022 | - | - | - | - | - | - |
| ---- | ---- | ---- | - | - | - | - | - | - |
| 779  | 776  | 778  | - | - | - | - | - | - |

## Culture locale et patrimoine

### Lieux et monuments

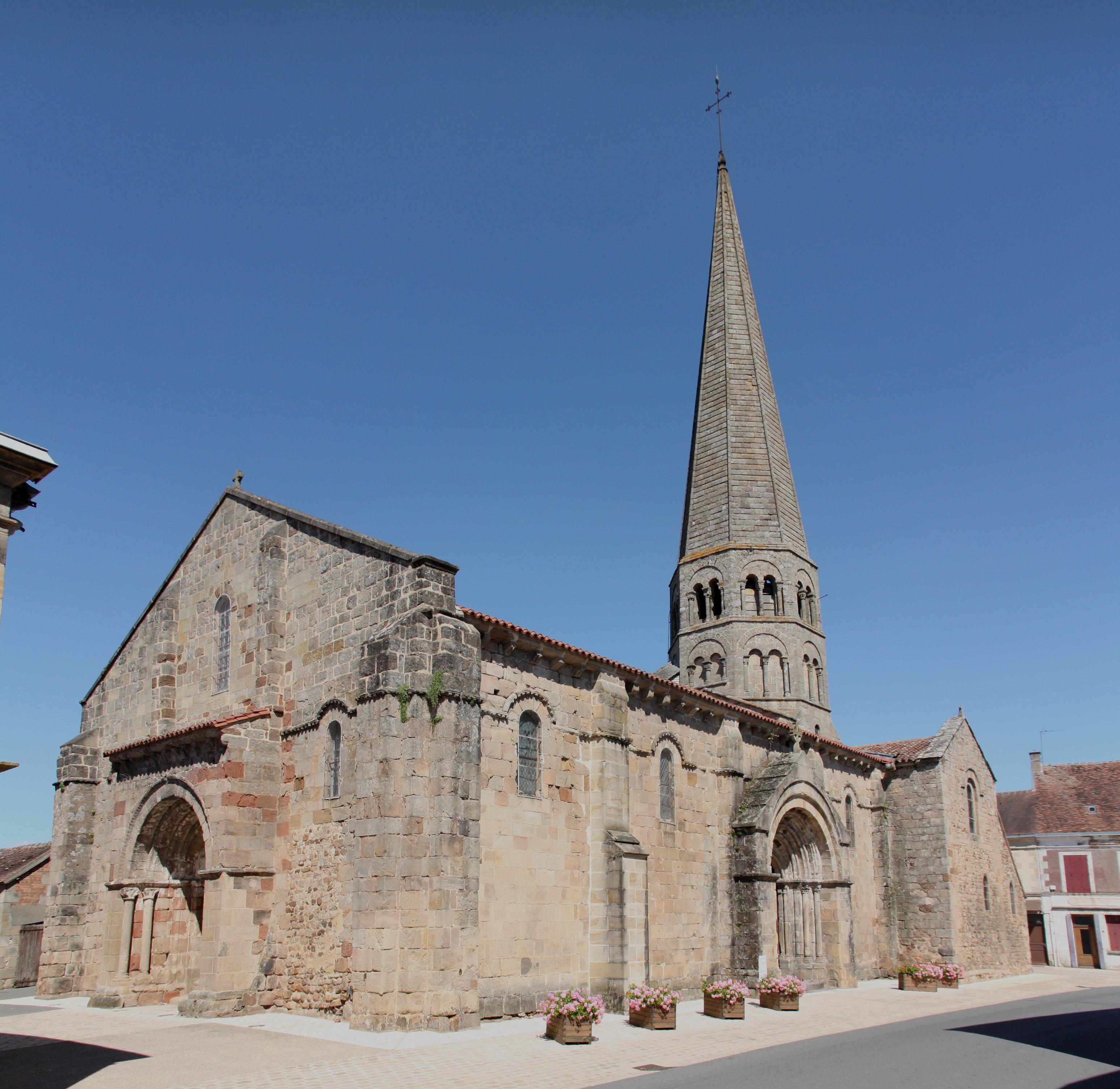
Église Saint-Martin.

- Église romane Saint-Martin avec flèche en pierre datée du XIIe siècle. Classée monument historique en 1875. Elle fait partie des nombreuses églises romanes du pays de Souvigny.
- Musée Émile-Guillaumin.
- Chapelle du château de Pont-Lung.
- Chapelle Sainte-Anne de Sainte-Anne.
- Chapelle Saint-Roch de Saint-Roch.
- Château d'Ygrande[Note 2].
- Château de la Forêt, au sud du bourg. Inscrit MH.
- motte de Verfeuil. La motte, mentionnée au XIVe siècle, se présente sous la forme d'un dôme circulaire d'une cinquantaine de mètres de diamètre et de 5 à 6 mètres de haut, entouré de fossés. Selon une tradition un souterrain relierait la motte à une autre située un peu plus au nord[28].

### Personnalités liées à la commune
- Léon Chavenon (1872-1950) : journaliste économiste et patron de presse.
- Émile Guillaumin (1873-1951) : paysan-écrivain, auteur de La Vie d'un simple.
- Camille Gagnon (1893-1983) : historien et folkloriste bourbonnais.